# Тагма (биология)
 Тази статия е за термина в биологията.  За войсковата единица вижте Тагма.  
Та̀гма – функционално и морфологично обособен дял от тялото на членестоногите изграден от няколко сегмента. В примитивните членестоноги, тагмите са слабо обособени или изобщо липсват (например при многоножките). При по-висшите членестоноги, като насекомите, тагмите са ясно изразени, а отделните сегменти са дотолкова видоизменени и така слети, че трудно се различават.
Отделните висши таксони членестоноги имат различен брой тагми, изградени от различен брой сегменти. При насекомите, тагмите са три – глава, гърди и коремче. Аналогични названия на тагмите са давани и за други членестоноги, например главогръд (cephalotorax) и коремче (abdomen) за двете тагми при паяците. Тъй като сегментите на коремчето при насекомите не са хомоложни (съответстващи) на тези при паяците, а и се различават по функция, много автори предпочитат да използват по-специализирани термини като prosoma и opisthosoma за тагмите на паяците. Дори в рамките на клас насекоми има различия. Видовете от подразред Apocrita на ципокрилите са тагмизирани в глава, мезосома и метасома. Мезосомата не е хомоложна на гърдите при другите насекоми, защото съдържа един сегмент повече, който е хомоложен на първия сегмент на коремчето при другите насекоми.